# Juha Mäenpää
Juha Petri Mäenpää, född 25 oktober 1971 i Nurmo, är en finländsk politiker (Sannfinländarna). Han är ledamot av Finlands riksdag sedan 2019.
Mäenpää blev invald i riksdagen i riksdagsvalet 2019 med 6 915 röster från Vasa valkrets.